# 教育基本法の改悪をとめよう!全国連絡会
教育基本法の改悪をとめよう!全国連絡会（きょういくきほんほうのかいあくをとめよう！ぜんこくれんらくかい）は、教育基本法（教基法）の「改悪」に反対する4人の教育者が呼びかけ、2004年4月に発足した市民運動ネットワーク。2007年1月に解散。

## 概要
教育基本法の改正は、国家主義を教育現場に強制し、格差社会を固定化しようとするものであり、改悪であると主張し、その阻止を目的に、全国集会・デモ、国会議員への要請、国会前座り込みなどさまざまな活動を行った。「非暴力」を原則として掲げており、会の活動は、主に「呼びかけ人」の「呼びかけ」に賛同する全国の市民団体や労働組合・法曹団体などの構成員によって展開された。
2006年12月に国会で改正教育基本法可決、成立したのを受け、翌2007年1月13日の全体会議で解散を決定した。

## 呼びかけ人
- 大内裕和（松山大学人文学部教授；教育社会学専攻）
- 小森陽一（東京大学教養学部教授；日本近代文学専攻）
- 高橋哲哉（東京大学大学院総合文化研究科教授；哲学専攻）
- 三宅晶子（千葉大学教員；イメージ文化論・ドイツ文化論専攻）

## 沿革・おもな出来事
- 2003年12月23日　全国集会
- 2004年4月24日　「呼びかけ人」4名により正式に発足。
- 2004年11月6日　全国集会
- 2005年5月7日　全国集会
- 2005年12月3日　全国集会
- 2006年3月31日　全国集会
- 2006年4月28日　日本政府が教育基本法改正案を閣議決定。第164回通常国会（2006年1-6月）に提出。
- 2006年6月2日　全国集会
- 2006年9-12月　第165回臨時国会で教育基本法改正案を審議
- 2006年11月12日　教育基本法の改悪をとめよう11・12全国集会（日比谷野外音楽堂）＆デモ行進
- 2006年11月15日　衆議院特別委員会にて、与党（自民党・公明党）が野党欠席のまま改正案を単独採決。
- 2006年11月16日　衆議院本会議にて、与党が野党欠席のまま改正案を単独採決。

同日夕、これを強行採決だとして国会議事堂前をヒューマン・チェーン（人間の鎖）で囲み抗議する。
- 2006年12月14日　参議院特別委員会にて、与党が改正案の採決を強行。「重要法案」と位置づけていた安倍首相本人は不在のまま採決。
- 2006年12月15日　野党4党が衆議院に内閣不信任案を提出するが、反対多数で否決。同日、参議院本会議にて、賛成多数により改正案が可決、成立した。

参議院可決前にも「改悪反対」の抗議行動（ヒューマン・チェーンなど）が国会周辺を中心に行われた。
- 2006年12月22日　改正教育基本法が公布・施行された。
- 2007年1月13日　会議にて、全国連絡会の解散が決まる。
- 2007年2月8日　呼びかけ人から会の解散と新たなスタートへ向けてのアピールが出される。

## 主な賛同団体
- 労働組合
  - 全国労働組合総連合（全労連）ほか
  - 全日本教職員組合（全教）ほか
- 法曹団体
  - 日本弁護士連合会（日弁連）・自由法曹団ほか
- 全国各地の「九条の会」
- 市民団体
  - 「教育基本法全国ネットワーク」、「ピースボート」ほか
- 部落解放同盟全国連合会

## 他の勢力との関係
反戦運動・護憲運動などさまざまな類似の市民運動とも連携していた。
「非暴力」を原則に掲げており、「ネットワークの中には中核派などの、いわゆる過激派勢力も含まれている」という指摘に対し、それらの勢力は「賛同者」でないため無関係と反論している。
また、中核派のサイトに今週の国会活動として、「教育基本法の改悪をとめよう!全国連絡会」と表記され、集会会場周辺で過激派がビラを撒いていたが、集会主催者は「中核派や革マル派などの過激派は、集会会場の周辺へ来て、会場の外で勝手にビラまきをやっているだけ」と主張している。

## 事務局所在地
〒113-0033　東京都文京区本郷5-19-6 坪井法律事務所内（2007年2月で閉鎖）